# Espes Keilfleckbärbling
Espes Keilfleckbärbling (Trigonostigma espei), auch Roter Keilfleckbärbling genannt, ist ein kleiner Karpfenfisch aus dem südöstlichen Thailand und Kambodscha.

## Systematik
Rasbora espei wurde von Meinken in einer Aquaristikzeitschrift als Unterart des Keilfleckbärblings (Rasbora heteromorpha) erstbeschrieben und nach H. Espe benannt, einem deutschen Zierfischimporteur, der die Art vermutlich erstmals einführte. Die Erstbeschreibung enthält jedoch keine nachvollziehbare Diagnose, so dass die Identität mit der durch Rainboth und Kottelat (1987) in den Artenrang erhobenen Rasbora espei nicht sicher ist. Deshalb wird der Status dieser Art immer wieder angezweifelt.

## Merkmale
Espes Keilfleckbärbling erreicht lediglich eine Körperlänge von 2,5 (♂) bis 4 (♀) Zentimeter. Sein Körper ist ein wenig gestreckter als der des Keilfleckbärblings. Die Grundfarbe ist tief orangerot. Der für Keilfleckbärblinge typische dunkle Keil ist vorn schmaler als beim Keilfleckbärbling und erscheint, vor allem bei den Weibchen, fast als eine Längs- und eine Querbinde, die vorn im 90°-Winkel zusammengesetzt sind. Der Abstand zur Bauchkante ist etwa ebenso groß wie seine vordere Breite.
Espes Keilfleckbärbling lebt in stark bewachsenen Teichen, Tümpeln und Sümpfen.